# 小行星26821
小行星26821（26821 Baehr）是一颗绕太阳运转的小行星，为主小行星带小行星。该小行星于1988年3月17日发现。

## 轨道参数
小行星26821的轨道半长轴为3.0316913 UA，离心率为0.106。